# NGC 1438
NGC 1438 est une galaxie lenticulaire située dans la constellation de l'Éridan. NGC 1438 a été découverte par l'astronome américain Ormond Stone en 1885.

## Caractéristiques
Sa vitesse par rapport au fond diffus cosmologique est de 1 447 ± 10 km/s, ce qui correspond à une distance de Hubble de 21,4 ± 1,5 Mpc (∼69,8 millions d'al).
À ce jour, neuf mesures non basées sur le décalage vers le rouge (redshift) donnent une distance de 29,989 ± 4,899 Mpc (∼97,8 millions d'al), ce qui est à l'extérieur des valeurs de la distance de Hubble. Notons que c'est avec la valeur moyenne des mesures indépendantes, lorsqu'elles existent, que la base de données NASA/IPAC calcule le diamètre d'une galaxie et qu'en conséquence le diamètre de NGC 1438 pourrait être d'environ 21,5 kpc (∼70 100 al) si on utilisait la distance de Hubble pour le calculer.

## Groupe de NGC 1395
NGC 1438 fait partie du groupe de NGC 1395. Ce groupe fait partie de l'amas de l'Éridan et il comprend au moins 31 galaxies, dont NGC 1315, NGC 1325, NGC 1331, NGC 1332, NGC 1347, NGC 1353, NGC 1371, NGC 1377, NGC 1395, NGC 1401, NGC 1414, NGC 1415, NGC 1422, NGC 1426, NGC 1439, IC 1952, IC 1953 et IC 1962.
NGC 1438 présente une large raie HI.